# Mušovića Rijeka
Mušovića Rijeka (en serbe cyrillique : Мушовића Ријека) est un village du centre du Monténégro, dans la municipalité de Kolašin.

## Démographie

### Évolution historique de la population
| 1948 | 1953 | 1961 | 1971 | 1981 | 1991 | 2003 |
| ---- | ---- | ---- | ---- | ---- | ---- | ---- |
| 65   | 141  | 105  | 78   | 63   | 35   | 40   |